# 跳針舞曲2013
《跳針舞曲2013》是臺灣歌手謝金燕的第一張國語單曲；2013年8月10日於「一級棒世界巡迴演唱會」高雄巨蛋場次首賣，2013年8月14日正式發行。
該單曲首波主打《姐姐》搭配網路遊戲《唯舞獨尊3》代言，而未曝光代言消息前，即簽約並贊助其音樂錄影帶攝製；MV初於2013年6月27日以官方名義公開上傳至Youtube，點閱累積次數即於135天內達到一千萬，除了是首支以快板歌曲暨最快達到之華語流行音樂MV，同時也是「熱門音樂影片點閱排行榜」臺灣區2013年冠軍。此曲也有POP Radio「2013十大忘不了歌曲」票選冠軍之紀錄。

## 曲目
| 曲序     | 曲目           |             | 作曲          | 编曲            | 製作人        | 备注       | 时长  |
| -------- | -------------- | ----------- | ------------- | --------------- | ------------- | ---------- | ----- |
| 1.       | 一級棒         | 謝金燕      | 謝金燕 呂曉棟 | Sebastian Leong | 謝金燕 呂曉棟 |            | 3:41  |
| 2.       | 姐姐（Sister） | 謝金燕 球球 | 謝金燕        | Starr Chen      | 謝金燕 Tung   | 第一主打歌 | 3:19  |
| 3.       | 跳起來         | 謝金燕 球球 | 謝金燕 Tung   | Starr Chen      | 謝金燕 Tung   |            | 3:34  |
| 总时长： | 总时长：       | 总时长：    | 总时长：      | 总时长：        | 总时长：      | 总时长：   | 10:34 |

## 音樂錄影帶
| 歌名   | 導演   | 首播日期      | 首播媒介 | 附註 |
| 一級棒 | 林家緯 | 2013年5月14日 | Youtube  | - 編舞：林佳慧 - 畫面主要剪輯於「一級棒世界巡迴演唱會」2012年台北小巨蛋場次演唱片段。 |
| 姐姐   | 黃中平 | 2013年6月27日 | Youtube  | - 編舞：林佳慧 - 攝製費有200萬元和250萬元兩種說法，其中有唯舞獨尊3（遊戲中的人物和畫面）與宏碁（液晶電視機和智慧型手機）的置入性行銷作為贊助。 - 該支MV在Youtube是首支以快板歌曲暨最快達到（135日內）一千萬累積點閱次數之華語流行音樂MV，以及「熱門音樂影片點閱排行榜」台灣區2013年冠軍。 |

## 獎項

#### 金曲獎
| 年份 | 獎項名稱     | 提名獎項   | 提名     | 結果 |
| ---- | ------------ | ---------- | -------- | ---- |
| 2014 | 第25屆金曲獎 | 年度歌曲獎 | 〈姐姐〉 | 提名 |